# Трота

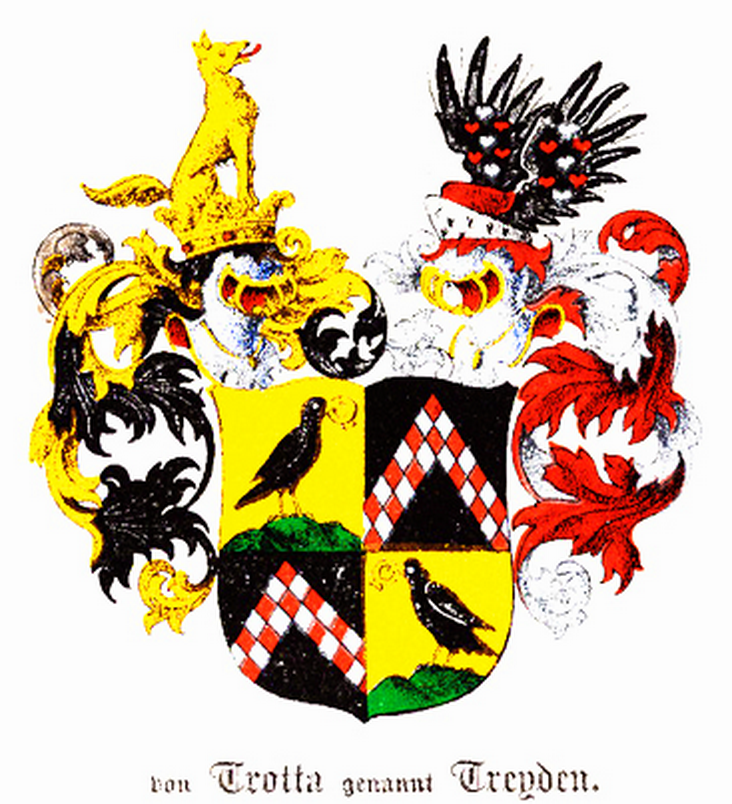
Герб роду Трота.

Трота (нім. Trotha) — саксонський знатний рід, відомий з 1291 року.

## Біографія
- Адольф фон Трота (1868—1940) — німецький військово-морський діяч, адмірал, командувач флоту. Кавалер ордена Pour le Mérite.
- Вільгельм фон Трота (1916—1945) — німецький офіцер-підводник, капітан-лейтенант крігсмаріне.
- Вольф фон Трота (1884—1946) — німецький військово-морський діяч, віцеадмірал крігсмаріне.
- Карл-Дітріх фон Трота (1907—1952) — німецький юрист і економіст, член руху Опору.
- Клаус фон Трота (1914—1943) — німецький офіцер-підводник, капітан-лейтенант крігсмаріне. Кавалер Німецького хреста в золоті.
- Лотар фон Трота (1848—1920) — прусський військовий діяч, генерал піхоти. Кавалер ордена Pour le Mérite.